# Parochmastis styracodes
Parochmastis styracodes är en fjärilsart som beskrevs av Edward Meyrick 1917. Parochmastis styracodes ingår i släktet Parochmastis och familjen äkta malar. Inga underarter finns listade i Catalogue of Life.